# Mina (broń)

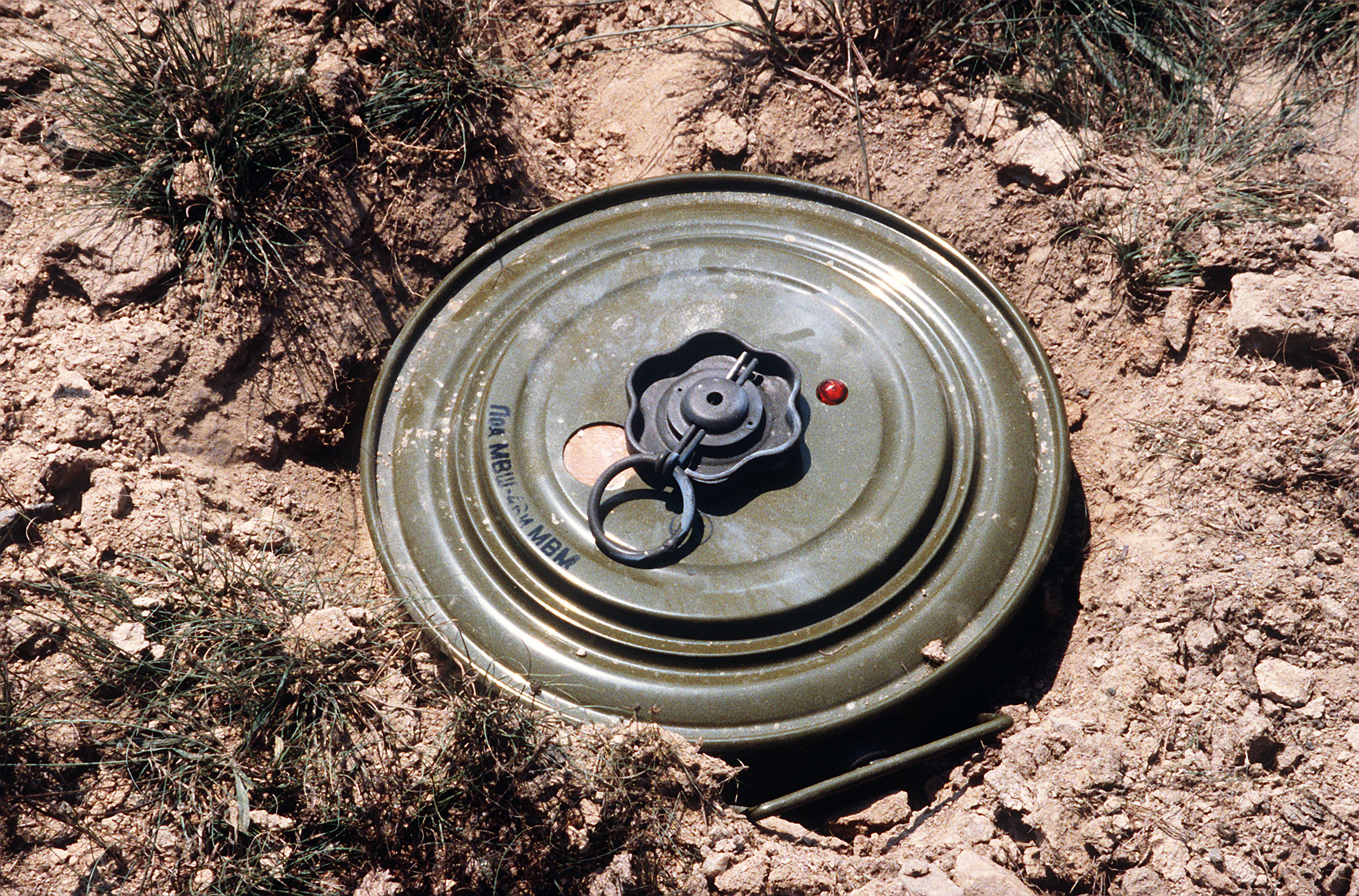
Radziecka mina przeciwpancerna (TM-46)

Mina − ogólne określenie broni w postaci środków rażących, najczęściej ładunków wybuchowych w specjalnej obudowie, z urządzeniem reagującym i zapalającym. Służy do niszczenia siły żywej i sprzętu bojowego przeciwnika, w przeszłości także burzenia obiektów obronnych. Nazwa „mina” (oznaczająca dawniej kopalnię) pochodzi od podkopów wykonywanych pod murami obronnymi w celu ich zawalenia. Miną nazywany jest również nieprawidłowo pocisk artyleryjski (granat) wyrzucany przez moździerz. 

## Charakterystyka
Pierwotnym znaczeniem był podkop pod murem obronnym (chodnik minowy) powodujący jego zawalenie się, stosowany w czasie walki podziemno-minerskiej; po wynalezieniu prochu odpalano w podkopie duże ładunki prochowe (mina podziemna).
Współcześnie mina to wykonany fabrycznie lub przygotowany z dostępnych materiałów bezpośrednio na polu walki ładunek materiału wybuchowego z urządzeniem inicjującym i zabezpieczającym umieszczony w obudowie, często wodoszczelnej; w zależności od przeznaczenia może zawierać też elementy rażące – kawałki metalu, a nawet kamienie. W zależności od konstrukcji i przeznaczenia miny najczęściej są przeznaczone do maskowania – zakopywania w ziemi (ale też umieszczania np. pod lodem); osobną kategorią min stanowią przeznaczone do szybkiego i masowego minowania większych obszarów – tzw. ładunki kasetowe, wyrzucane z samolotów, śmigłowców lub specjalnych pojazdów, po kilkaset sztuk naraz.
Miny stosuje się do zakładania zapór minowych w celu niszczenia sprzętu bojowego i technicznego oraz do rażenia stanu osobowego nieprzyjaciela. Ze względu na przeznaczenie miny dzielą się na: przeciwpancerne, przeciwpiechotne, przeciwdesantowe i specjalne.
Podstawowym podziałem min jest rozróżnienie na miny lądowe i morskie.

## Miny lądowe
- Mina przeciwpiechotna służy do rażenia żołnierzy wojsk przeciwnika; po zakończeniu działań wojennych miny tego typu są przyczyną strat wśród ludności cywilnej; najprostsza mina prowizoryczna, wykonywana masowo przez żołnierzy, to puszka po konserwie wypełniona kamieniami z umieszczoną wewnątrz kostką 200 g trotylu i zapalnikiem naciągowym.
- Mina przeciwpancerna – jej zadaniem jest uniemożliwienie przejazdu i natarcia przez zaminowany teren sprzętu bojowego – czołgów, transporterów itp. przeciwnika; wśród min przeciwpancernych wyróżnia się miny przeciwdenne, przeciwgąsienicowe i przeciwburtowe.
- Miny przeciwtransportowe
- Specjalną kategorię stanowią miny pułapki – specjalnie preparowane ładunki wybuchowe, których sposób wykonania, założenia czy wyglądu ma „zachęcić” przeciwnika do uruchomienia ukrytego zapalnika inicjującego wybuch ładunku;
- Miny specjalnego przeznaczenia – są stosowane do minowania różnych obiektów wojskowych o znaczeniu operacyjnym (obiektów komunikacyjnych, przemysłowych i fortyfikacyjnych oraz lotnisk, elektrowni i urządzeń hydrotechnicznych itp.). Minowanie to ma na celu zniszczenie lub uszkodzenie obiektu po zajęciu danego terenu przez przeciwnika lub też zniszczenie jego sztabu albo jego bojowego sprzętu technicznego, warsztatów, magazynów itp., Miny specjalnego przeznaczenia dzielimy na:
  - miny przyczepne
  - miny o działaniu ze zwłoką
- miny sygnalizacyjno-oświetleniowe – są przeznaczone do oświetlania terenu i uprzedzania wojsk własnych o zbliżaniu się przeciwnika lub przenikaniu jego grup przez teren, w którym są ustawione. Miny te mogą być ustawione w celu osłony zapór minowych i drutowych, zawał leśnych, skrytych podejść oraz obiektów o znaczeniu wojskowym zarówno przed przednim skrajem obrony, jak i w jej głębi. Ponadto miny sygnalizacyjno–oświetleniowe mogą być ustawione na odcinkach słabo obsadzonych przez własne pododdziały oraz na stykach i skrzydłach pododdziałów będących w obronie.

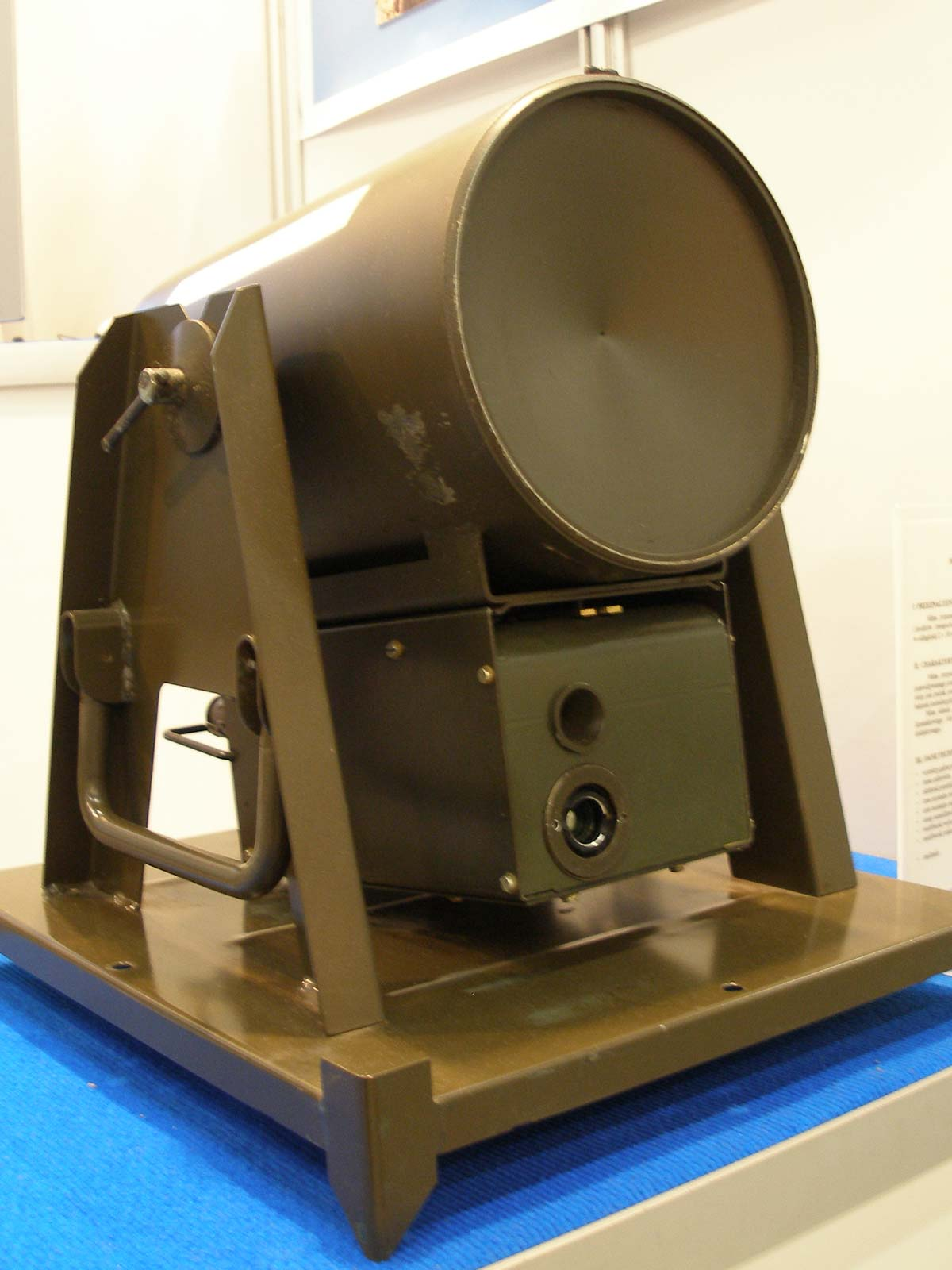
Polska mina przeciwburtowa
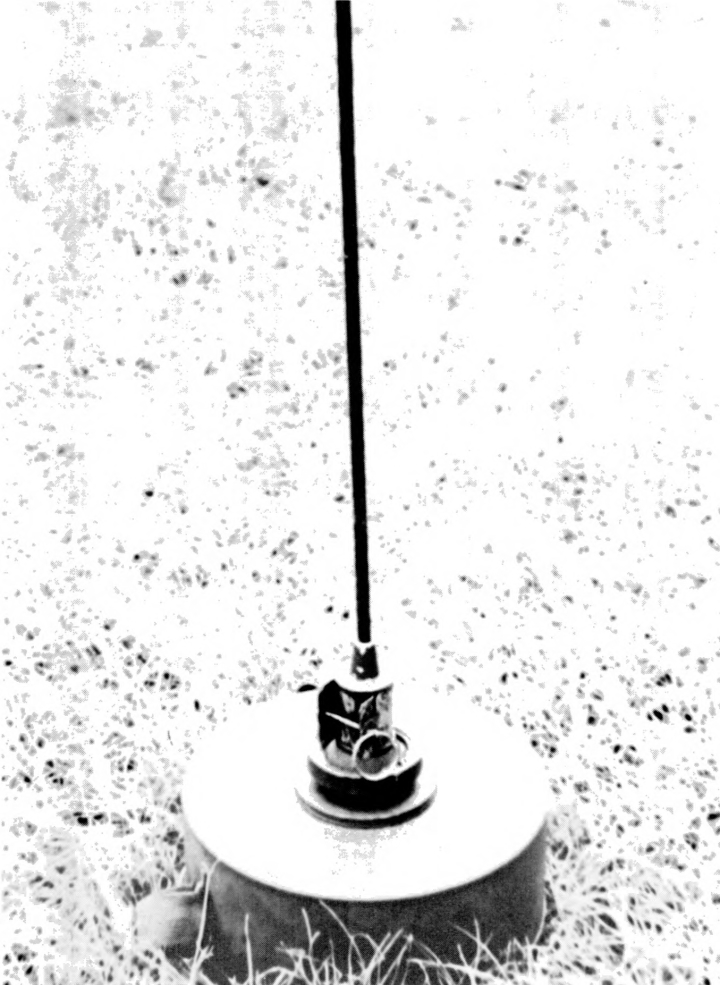
Mina przeciwdenna
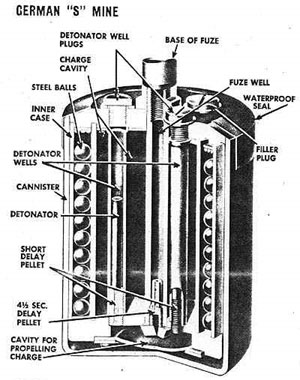
Przeciwpiechotna tzw. "mina skacząca"
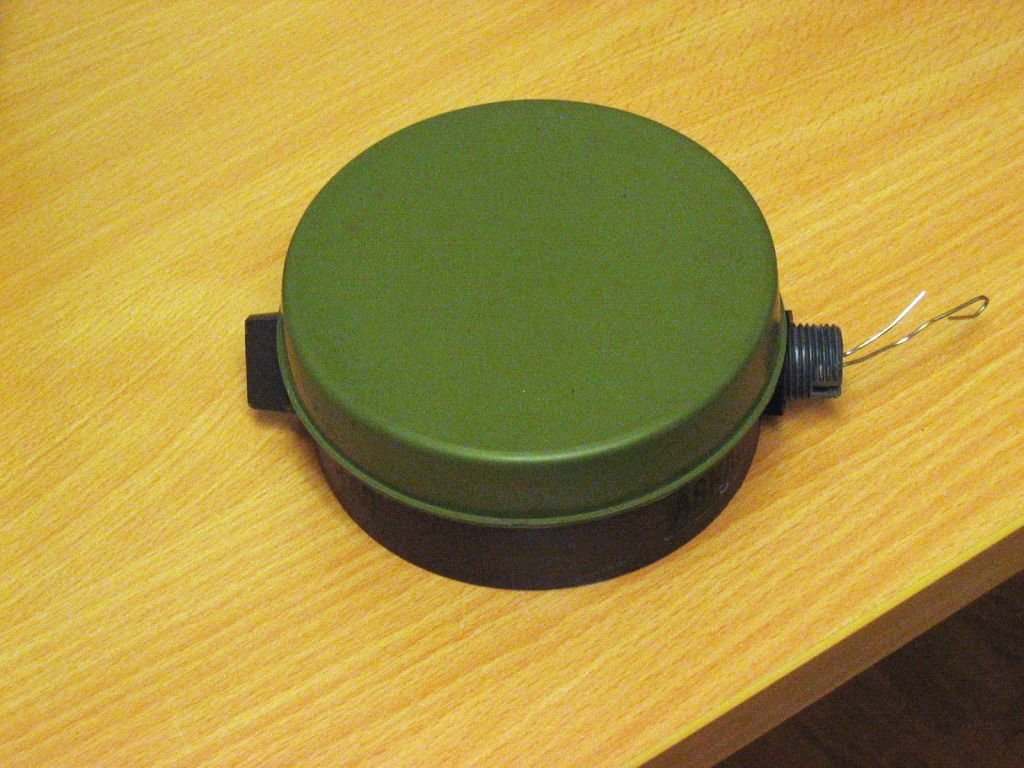
Prosta naciskowa mina przeciwpiechotna
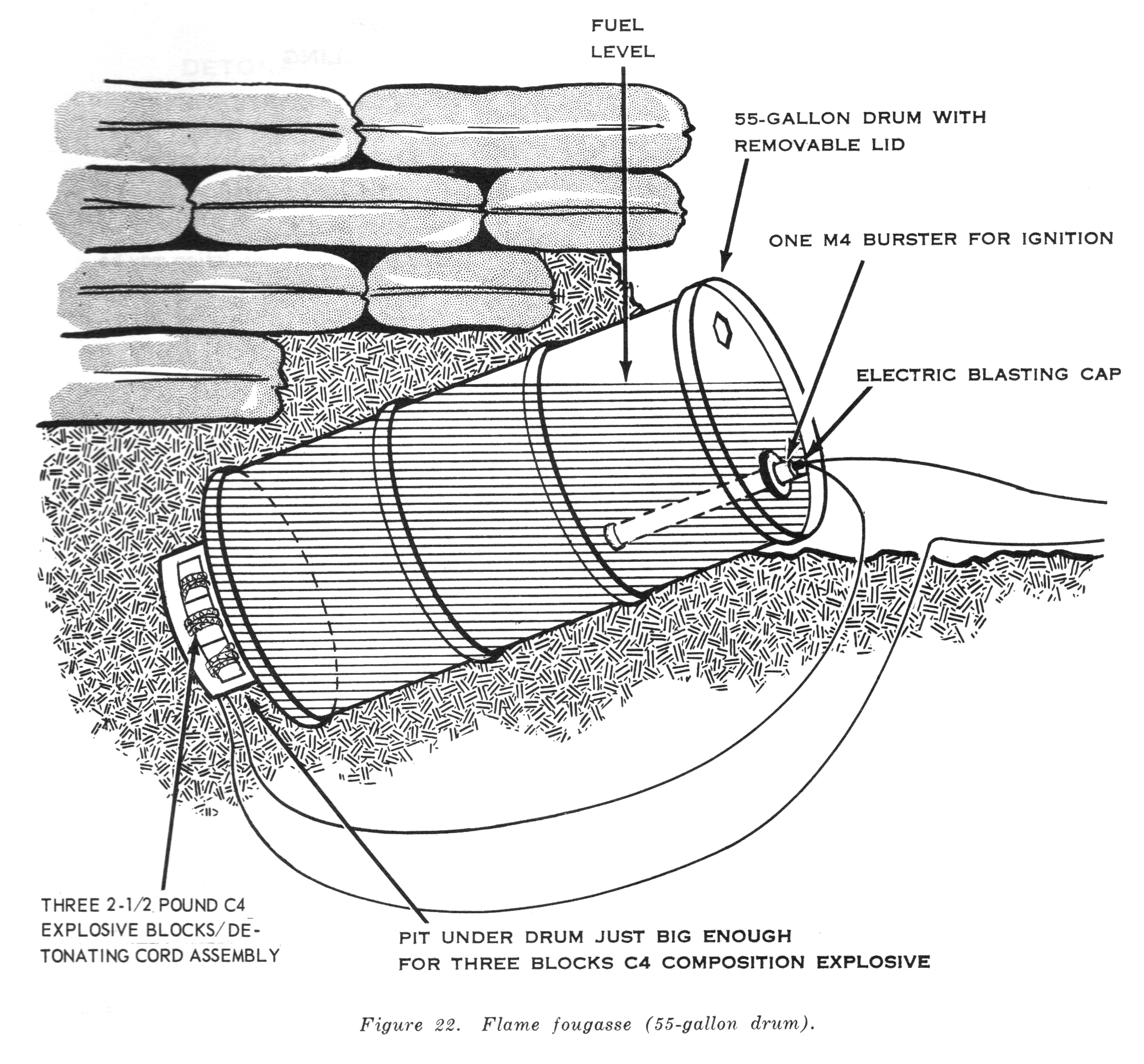
Schemat miny improwizowanej (fugasa)

## Miny morskie
- Miny przeciwdesantowe – umieszczane w pasie wód przybrzeżnych lub na plaży;
- Miny denne – leżące na dnie lub pod nim, na płytkich wodach, przeciwko okrętom nawodnym i podwodnym;
- zakotwiczone przy pomocy minliny, utrzymujące się na określonej głębokości pod powierzchnią wody – na szlakach morskich przeciwnika;
- swobodnie pływające – dryfujące, znoszone przez prądy morskie w kierunku baz nieprzyjaciela, także dryfujące z prądem rzeki;

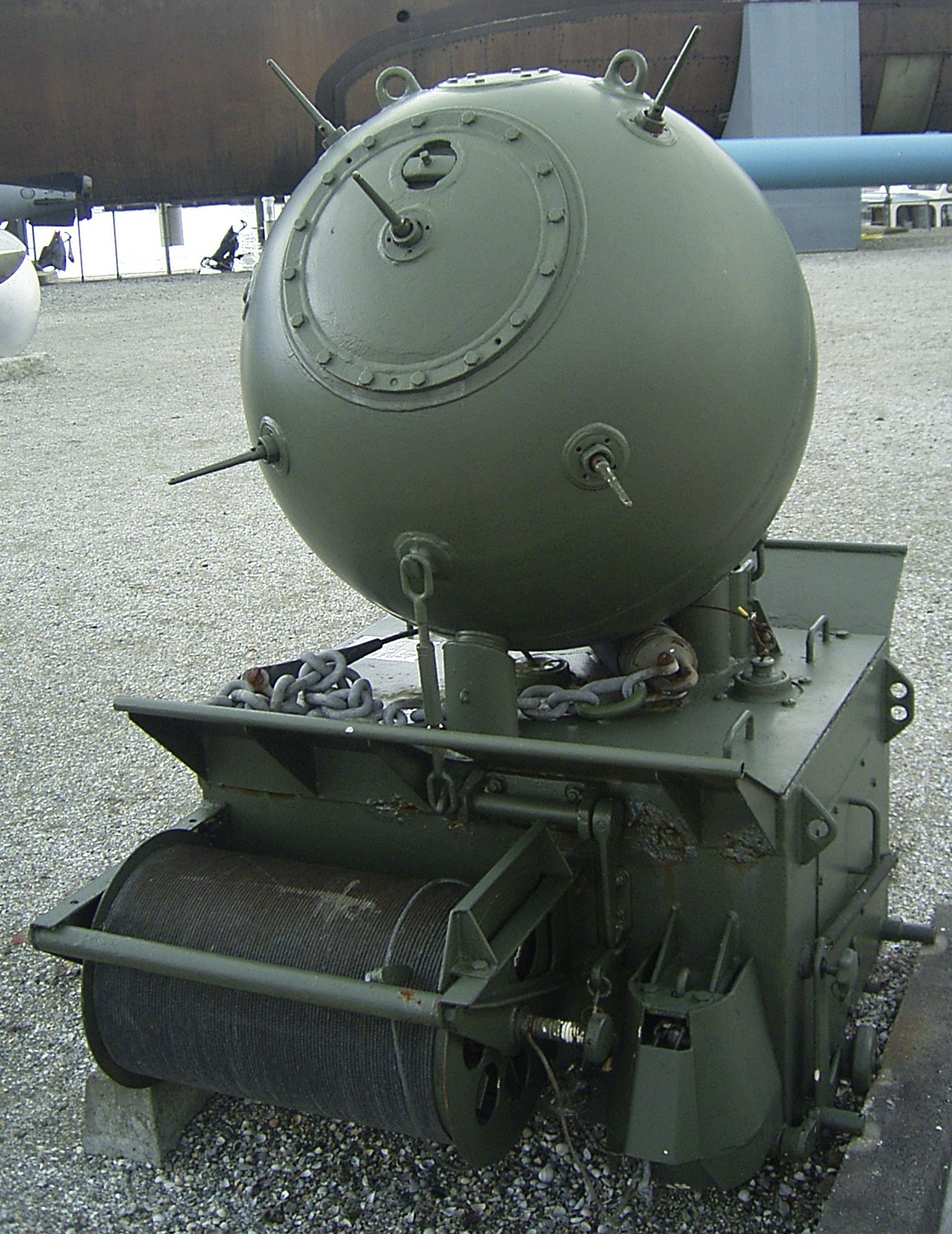
Kontaktowa kotwiczna mina morska, przed postawieniem
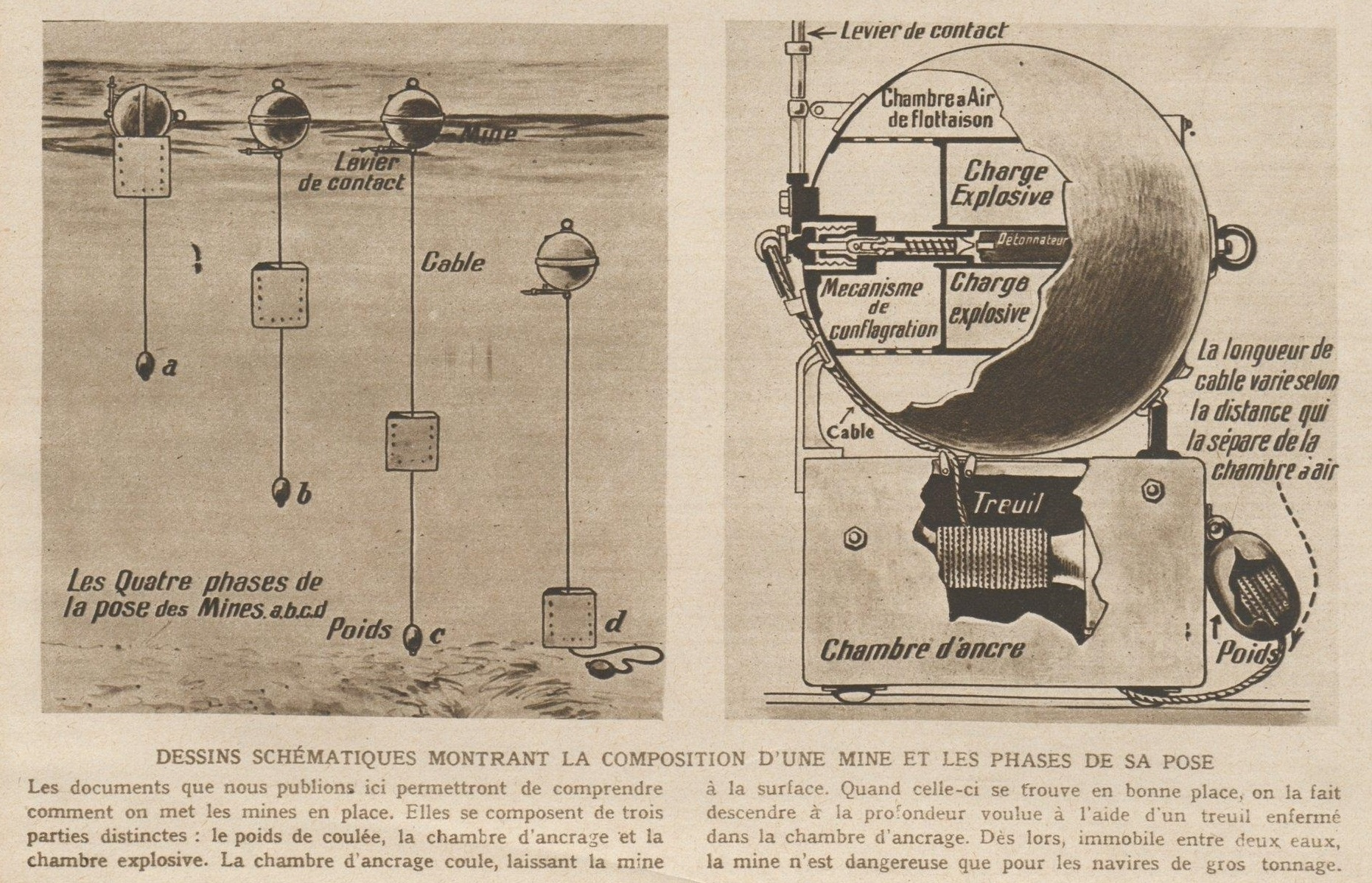
Przekrój i schemat stawiania miny kotwicznej
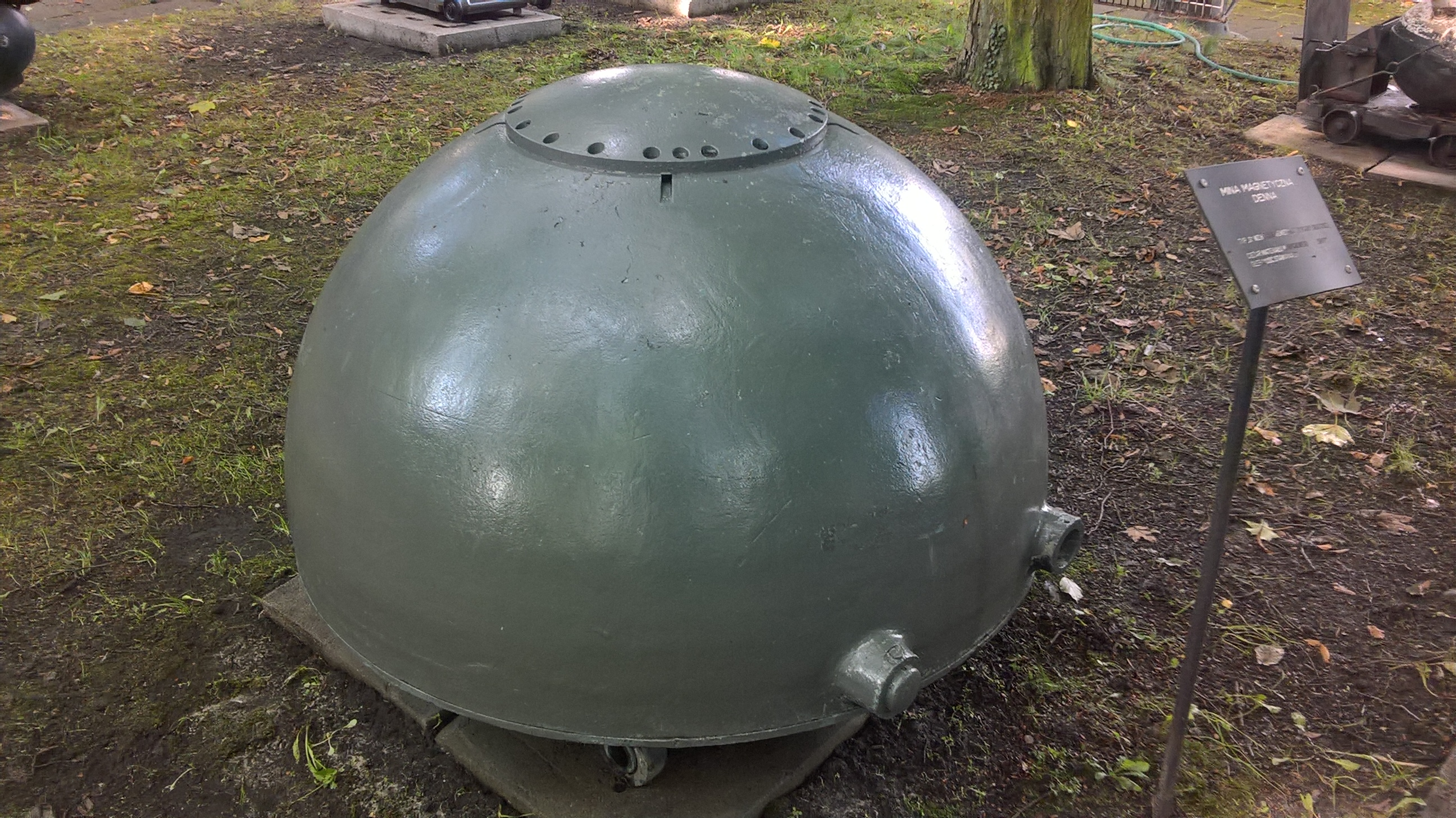
Denna mina magnetyczna